# Divinity Engine
Divinity Engine ist eine Spiel-Engine, die von Larian Studios für die Divinity-Reihe entwickelt wurde. Die erste Version der Engine wurde für Divinity: Original Sin (2014) verwendet, während die zweite Version für Divinity: Original Sin 2 (2017) und Version 4.0 für Baldur’s Gate 3 (2020) entwickelt wurde. Die Engine ermöglicht es den Spielern, ihre eigenen Abenteuer und Mods zu erstellen und zu teilen, indem sie die gleichen Tools verwenden, die die Entwickler benutzt haben.
Die Divinity Engine basiert auf der OGRE-Engine und unterstützt sowohl DirectX als auch OpenGL. Die Engine bietet eine Reihe von Funktionen, wie zum Beispiel eine dynamische Beleuchtung, eine physikbasierte Rendering-Pipeline, eine prozedurale Terrain-Generierung, eine fortgeschrittene KI, eine modulare Charakter-Erstellung, eine taktische Kampfmechanik, eine kooperative Mehrspieler-Option und eine Cross-Plattform-Kompatibilität. Die Engine unterstützt auch die Integration von Skriptsprachen wie Lua und C#.
Die Divinity Engine 2 wurde im September 2017 als kostenloser DLC für alle Besitzer von Divinity: Original Sin 2 auf Steam und GOG.com veröffentlicht. Die Engine wurde seitdem kontinuierlich weiterentwickelt und verbessert, um den Moddern mehr Möglichkeiten und Flexibilität zu bieten. 

## Veröffentlichungen
- Divinity: Original Sin
- Divinity: Original Sin II
- Baldur’s Gate 3